# Comunità montana Greca/Destra Crati
La Comunità montana Greca Destra Crati era una comunità montana calabrese, situata nella provincia di Cosenza. Con Legge Regionale n.25/2013 le Comunità Montane calabresi sono state soppresse e poste in liquidazione. Con delibera della Giunta Regionale n. 243 del 04/07/2013 sono stati nominati i Commissari liquidatori.
La sede della Comunità si trovava nella cittadina di Acri. Dopo la finanziaria del 2008 e conseguente legge sulla revisione delle Comunità Montane, la Comunità Montana, che un tempo era solo "Destra Crati", aveva assorbito nuovi comuni e parte della dismessa "Comunità Montana Sila Greca Cosentina" e cambiando denominazione in "Greca Destra Crati".

## Geografia fisica

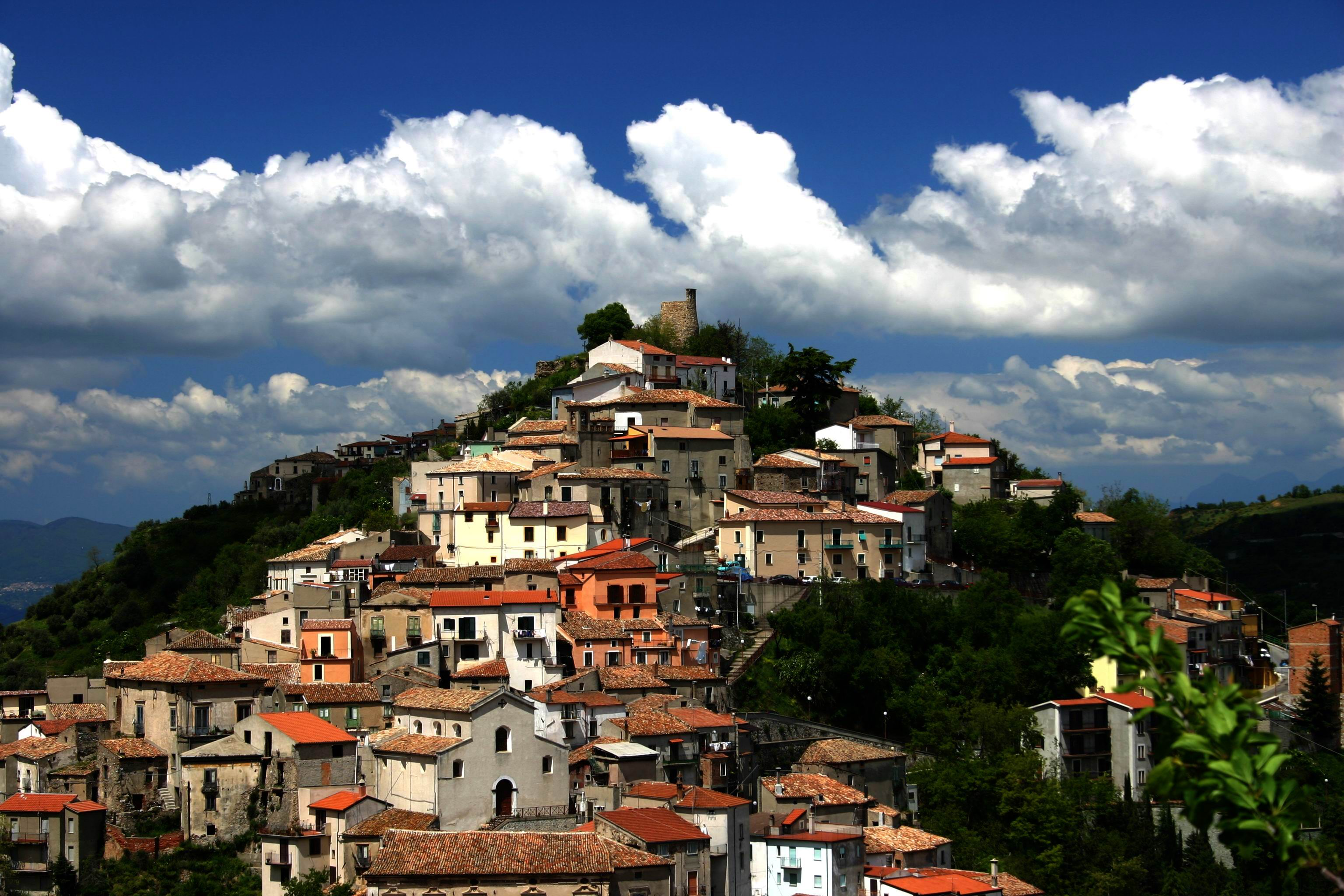
Centro Storico di Acri sede dell'Ente

La Comunità Montana comprendeva 11 comuni che gravitano tra la Valle del Fiume Crati, le pendici settentrionali della Sila Greca e i comuni montani del Pollino di lingua Arbëreshë. La superficie della Comunità Montana era pari a 969,04 km² mentre la sua popolazione superava i 55.000 abitanti. 

## Comuni
| Stemma | Comune               | Popolazione (ab) | Superficie (km2) |
| ------ | -------------------- | ---------------- | ---------------- |
|        | Acri                 | 21.275           | 202,04 km²       |
|        | Bocchigliero         | 1.555            | 97 km²           |
|        | Campana              | 1.998            | 103 km²          |
|        | Longobucco           | 3.694            | 210 km²          |
|        | Luzzi                | 10.042           | 77 km²           |
|        | Paludi               | 1.188            | 41 km²           |
|        | Pietrapaola          | 1.211            | 52 km²           |
|        | Rose                 | 4.403            | 47 km²           |
|        | San Cosmo Albanese   | 645              | 14 km²           |
|        | San Demetrio Corone  | 3.692            | 57 km²           |
|        | San Giorgio Albanese | 1.591            | 22 km²           |
|        | Santa Sofia d'Epiro  | 2.954            | 39 km²           |
|        | Vaccarizzo Albanese  | 1.192            | 8 km²            |

## Galleria d'immagini

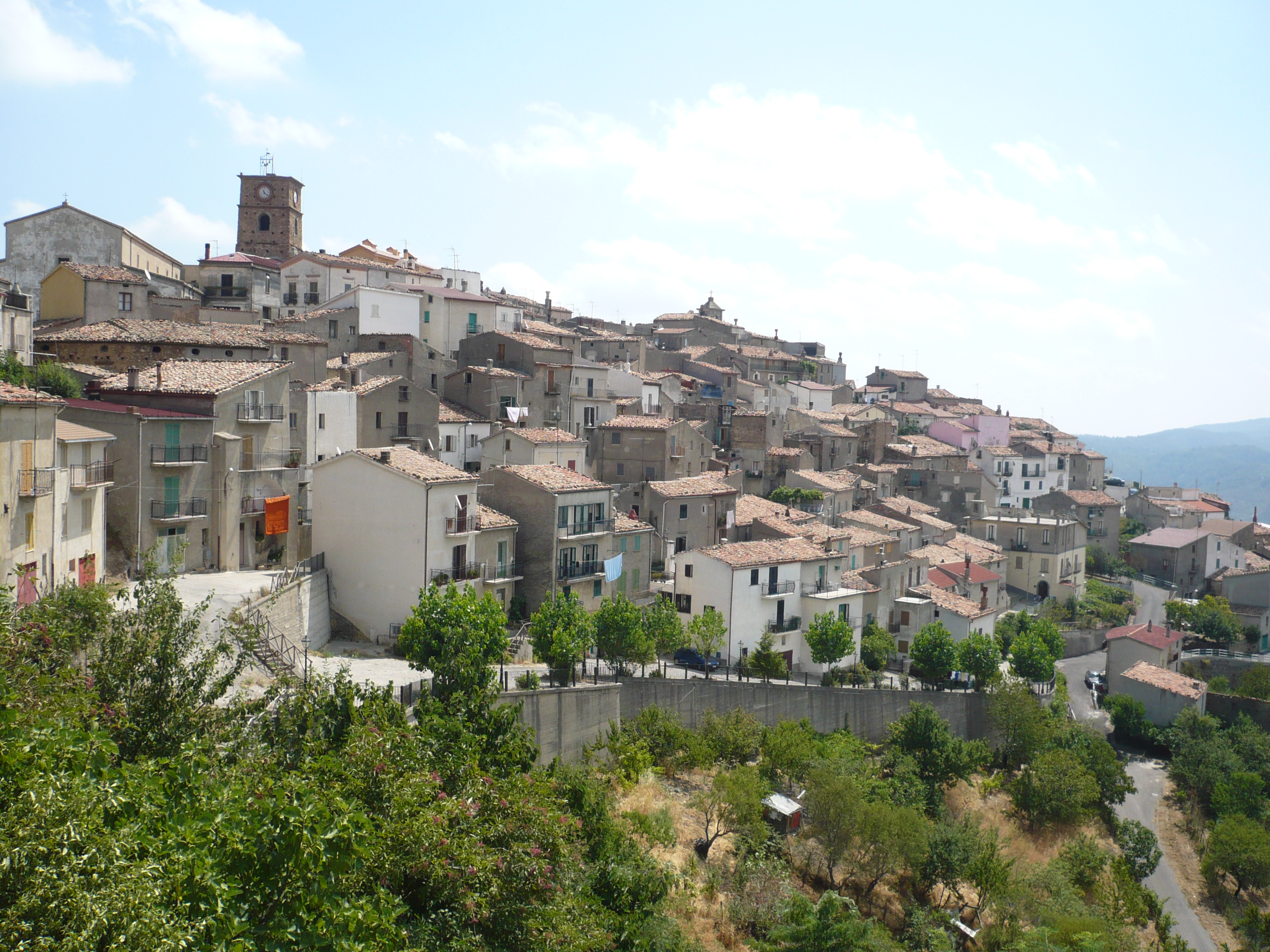
Panorama del centro storico di Bocchigliero
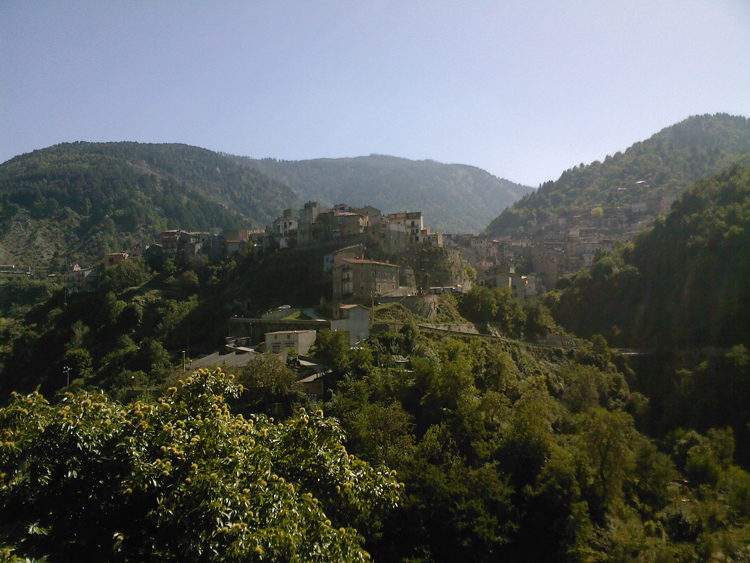
Centro storico di Longobucco
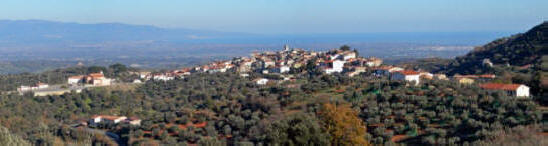
Panorama di San Cosmo Albanese sulla Valle del Crati
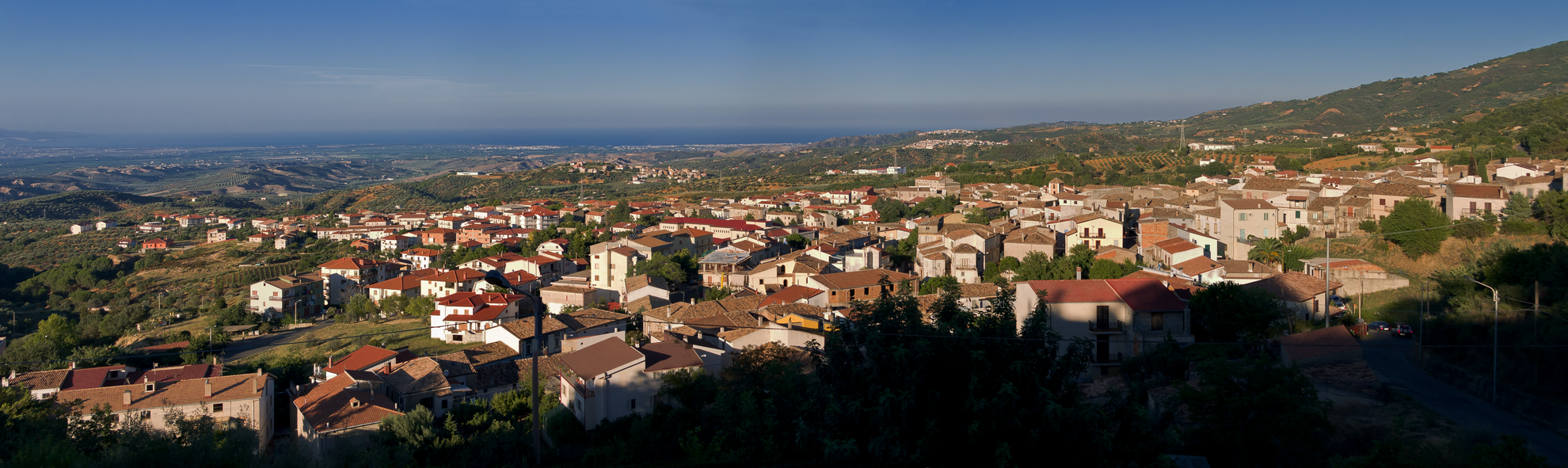
San Demetrio Corone